# نزار ریان
نزار عبدالقادر ریان معروف به نزار ریان عسقلانی (۶ مارس ۱۹۵۹ در جبالیا، نوار غزه - ۱ ژانویه ۲۰۰۹) از رهبران بلندپایه گروه شبه‌نظامی حماس در نوار غزه بود که در تاریخ ۱ ژانویه ۲۰۰۹ میلادی و در پنجمین روز از حملات هوایی نیروهای دفاعی اسرائیل به نوار غزه، بوسیله یک حمله هوایی به خانه‌اش در اردوگاه جبالیا در نوار غزه کشته شد.
نزار ریان، ارشدترین مقام گروه شبه‌نظامی حماس است که از سال ۲۰۰۴ میلادی تاکنون کشته می‌شود. وی از حامیان حملات انتحاری علیه مردم اسرائیل بود.
او پسر ۲۲ ساله خود را برای کشتن دو اسرائیلی در غزه در اکتبر سال ۲۰۰۱ میلادی به مأموریت انتحاری فرستاد.

## تحصیلات
در سال ۱۹۸۲ موفق به دریافت مدرک کارشناسی در رشته اصول دین از دانشگاه اسلامی امام محمد بن سعود در عربستان می‌شود. پس از آن در سال ۱۹۹۰ موفق به دریافت مدرک کارشناسی ارشد الهیات از دانشکده الهیات دانشگاه اردن در شهر امان شد و در سال ۱۹۹۴ با دریافت مدرک دکتری خود از دانشگاه قرآن کریم سودان به مقام استادی رسید.
و سالها به تدریس فقه در دانشگاه اسلامی غزه اشتغال داشت.

## خانواده
وی چهار همسر اختیار کرد که حاصل ازدواج او با آنها ۶ فرزند پسر و ۶ فرزند دختر بود. هر چهار همسر او نیز در حمله هوایی به خانه وی کشته شدند.